# Trolleybus de Lyon
Le trolleybus de Lyon est un réseau de trolleybus qui dessert la ville française de Lyon et une partie de son agglomération. Il est constitué de neuf lignes qui sont propriété de SYTRAL Mobilités et sont exploitées par Keolis Lyon sous la marque commerciale TCL. À l'époque de leur création en 1935, les trolleybus sont entrés en concurrence avec les tramways avant que ceux-ci soient supprimés. Aujourd'hui, le métro, les trolleybus et les tramways sont tous des moyens de transport efficaces. Les trolleybus sont notamment utiles pour desservir les vieilles rues de Lyon plus étroites que les avenues équipées de tramway. Lyon est une des quatre dernières villes françaises à conserver un réseau de trolleybus, avec Saint-Étienne, Nancy et Limoges.

## Histoire
Lyon est une des premières villes de France à avoir connu des trolleybus. Souvent qualifiée de « capitale du trolleybus français » : aujourd'hui chef de file de la mise au point des nouveaux trolleybus, ayant eu le plus grand nombre de trolleybus simultanément en service (370 véhicules, en l'année 1961), venant de terminer en 2014 l'électrification de la ligne C13.

### Innovation technique pour la première tentative

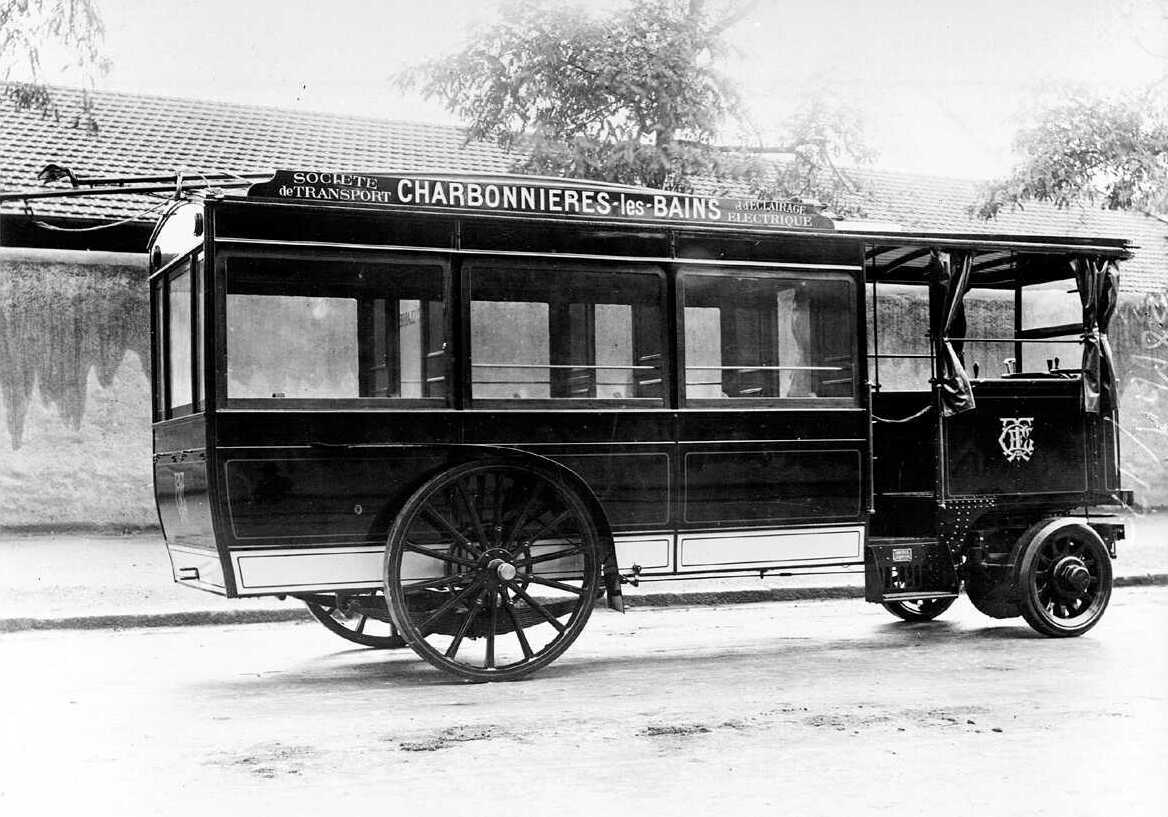
Trolleybus Nithard circulant de Charbonnières-les-Bains à Tassin-la-demi-Lune.

Dès 1905, la première liaison par trolleybus à perches en France (système de l'ingénieur allemand Max Schiemann (de)) est créée entre Les Trois Renards à Tassin-la-Demi-Lune, au terminus de la ligne 5 du tramway venant de Bellecour, et Le Méridien à Charbonnières-les-Bains, par la nationale 7. La liaison ne fonctionnera que 2 ans. L'échec est dû au fiasco économique de l'entrepreneur Charles Nithard et non pas, comme celui-ci a pu le laisser croire, à l'électrocution d'un élagueur.

### Développement du réseau

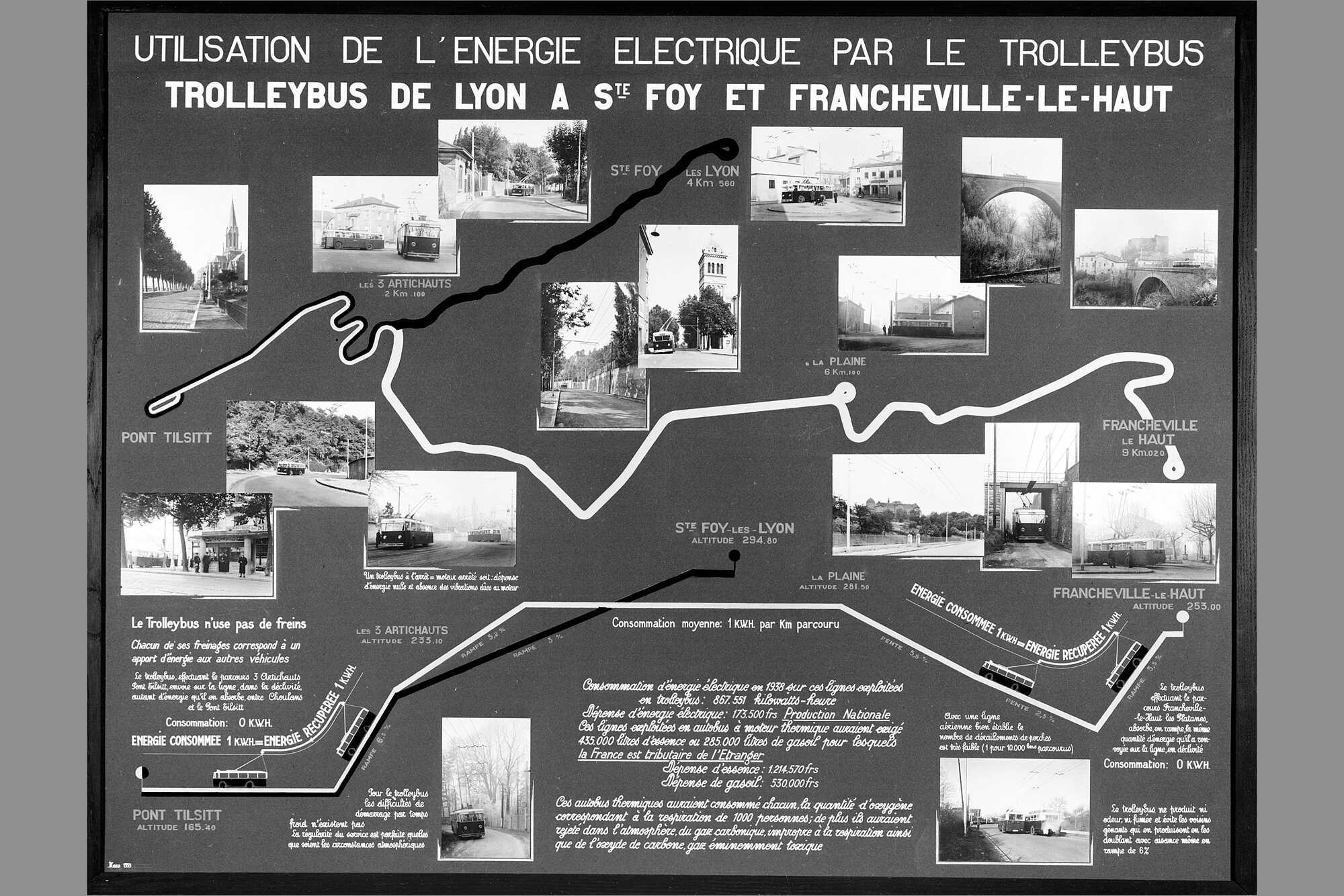
Plan des itinéraires des lignes de trolleybus Lyon Francheville, vers 1935-1947.

Après l'essai manqué du trolleybus Nithard, le trolleybus fait son début à Lyon avec la suppression des tramways et des services en autobus de la ligne 30 sur le tronçon entre Saint-Just et Francheville-Le Haut le 15 octobre 1935 au profit des trolleybus de type « Vetra Francheville ».
Le 16 mars 1936, les derniers services en tramways de la ligne 30 sont définitivement supprimés, les trolleybus sont prolongés au Pont Tilsitt par le chemin de Choulans, tandis que la ligne 29 perd elle aussi ses tramways, d'abord au profit d'autobus entre les Trois Artichauts et Ste-Foy Écoles, puis le 11 septembre 1936 au profit des trolleybus « Vetra Francheville » sur l'ensemble du parcours jusqu'au Pont Tilsitt. Les lignes 29 et 30 sont garées au dépôt de Saint-Just.

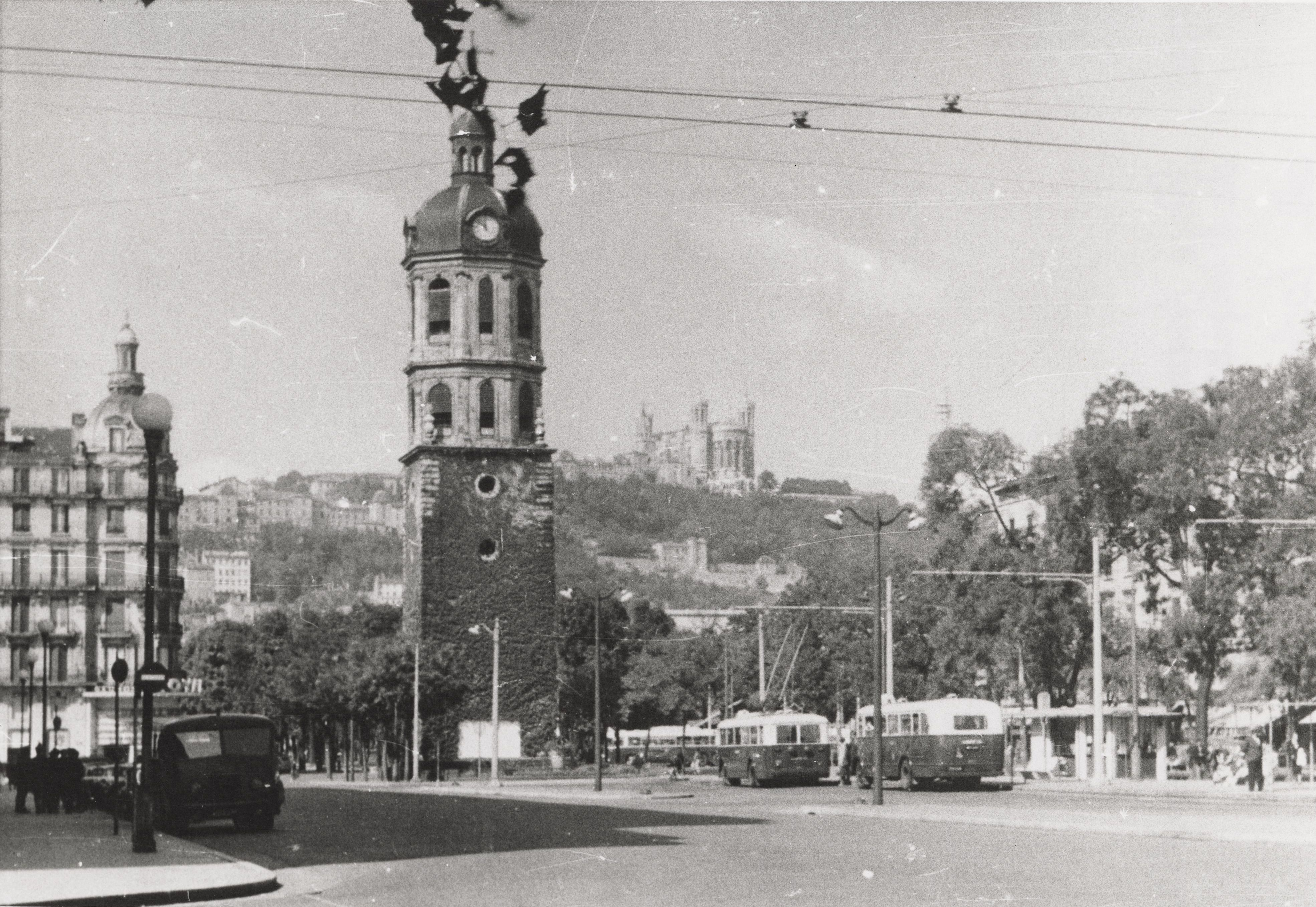
Trolleybus sur la place Bellecour en 1934.

Le 2 décembre 1940, la ligne 19, qui a vu ses tramways supprimés le 13 septembre 1938, est exploitée en trolleybus « Vetra Francheville » entre Pont Mouton et Écully, en complément des services en autobus.
Entre le 4 août 1941 et le 14 avril 1942, la ligne 5 reliant Pont Mouton à Tassin, dont les tramways ont été supprimés en même temps que la ligne 19, est progressivement équipée en trolleybus « VBB 41 ». En mai, la ligne 19 est exploitée en « VBB 41 » à son tour. Les lignes 5 et 19 sont garées au dépôt de Vaise.
Le 20 décembre 1943, la ligne 13 est exploitée entre les places de l'Annonciade et de la Croix-Rousse en trolleybus « VBB 41 » puis entre la Croix-Rousse et Bellecour à partir du 8 janvier 1944, les derniers tramways entre Bellecour et le Cours Bayard sont supprimés le 5 mars. La ligne 13 est garée au dépôt de Cuire.
Entre mai 1944 et septembre 1944, les lignes 5, 29 et 30 sont arrêtées durant les combats pour la libération de Lyon.
Le 27 avril 1946, la ligne 13 est prolongée de Bellecour à Perrache, la ligne est alors gérées par les dépôts de Cuire et de Perrache.
Le 15 mai 1947, les lignes 5 et 19 sont prolongées à Saint-Paul ; le 31 mai la ligne 13 voit la création d'une branche entre le Clos Jouve et la Place Flammarion pour la desserte du cimetière de la Croix-Rousse. Le 11 septembre 1947, la ligne 33, dont les tramways ont été supprimés un mois plus tôt, est équipée en trolleybus « VBB 41 » entre la Croix-Rousse et l'Église de Caluire, la desserte des Marronniers étant effectuée en autobus. Les trolleybus sont garés à Cuire, les autobus à Audibert. La ligne 33 passe complètement en trolleybus le 30 octobre. Le 16 novembre, la ligne 15 est prolongée à Bellecour par le pont Tilsitt provisoire.
La ligne de tramway 6 est supprimée le 10 mai 1948 et est recrée le 1er août sous la forme d'une ligne de trolleybus exploitée en CS60R garés à Cuire entre la Guillotière et l'hôpital de la Croix-Rousse.
Entre le 1er janvier 1949 et le 5 mars 1949, la ligne 26 entre Perrache et les Brotteaux, garée à Perrache, est convertie en trolleybus et exploitée en trolleybus « Jacquemond ». Le 30 septembre, le prototype VA3 y est mis en service.
Les tramways de la ligne 10 sont supprimés le 5 décembre 1949 et remplacés provisoirement par des autobus. Le 31 décembre, des trolleybus « VBB 47 » sont mis en service entre le Pont d'Oullins et Saint-Genis, la ligne est garée au dépôt d'Oullins. Le 18 février 1950, l'ensemble de la ligne est exploité en trolleybus jusqu'à Perrache.
Les tramways des lignes 20 (Pont Mouton-Saint - Cyr-au-Mont-d'Or) et 22 (Pont Mouton - Saint-Didier-au-Mont-d'Or) sont supprimés et remplacés par des autobus respectivement les 14 mai et 12 juin 1950. Les 8 août et 28 octobre 1950, les deux lignes sont exploitées en trolleybus « VBB 41 » et « VBB 47 », garés au dépôt de Vaise. En mars 1951, des VA3 sont mis en service sur le 26 en complément des trolleybus existants.
Le 16 juillet 1951, les tramways de la ligne 8 sont supprimés, la ligne est transférée de Perrache à Audibert et est exploitée en autobus puis en trolleybus « VBB 41 » à compter du 29 septembre 1951, la ligne est alors transférée à Oullins. Le 4 décembre, les services de la ligne 21 entre Pont Mouton et Champagne-au-Mont-d'Or sont exploités en trolleybus « VBB 41 », les autres services au départ de Saint-Paul restent en autobus.
Le 19 avril 1952, la ligne 1 (Saint-Jean - Vinatier) est exploitée, de façon conjointe entre les dépôts de Perrache et d'Oullins, en trolleybus VA3 après une période d'exploitation en autobus depuis le 1er juin 1951 et la suppression des tramways. Le 26 mai, la ligne 8 est prolongée à Crépieux-la-Pape par fusion avec la ligne d'autobus 17. Le 9 juin, les tramways de la ligne 2 sont remplacés par des trolleybus « VBB 47 », garés à Vaise, entre Saint-Jean et Gare de Vaise, la desserte de Montchat reste en autobus.
Le 28 septembre 1952, les lignes 1, 2, 5, 19, 20, 21 et 22 sont transférés au nouveau dépôt de Saint-Simon.
Le 10 avril 1953, la ligne 2 est entièrement exploitée en trolleybus VA3 et une antenne entre Gorge de Loup et Pont Mouton est créée. Cette même antenne est aussi créée sur la ligne 3, mais est co-exploitée en trolleybus VA3 et autobus PCR. Ces deux lignes sont garées à Saint-Simon.
Le 29 octobre 1953, la ligne 11, exploitée en autobus depuis la suppression des tramways le 8 décembre 1951, est convertie en ligne de trolleybus exploitée en VA3, et est prolongée au Cimetière de Cusset au départ de Bellecour. La ligne est garée au dépôt de Saint-Simon. Le 12 décembre, certains véhicules des lignes 1, 2 et 11 sont garés au dépôt des Pins.
Le 20 avril 1954, la ligne 8 est équipée de trolleybus VBB 47 et la ligne 26 en Jacquemond uniquement, les VA3 étant mutés aux Pins. Le 22 avril, la ligne 28 est convertie en ligne de trolleybus et est équipée en VA3, la ligne est garées dans les dépôts de Saint-Simon et des Pins. Le 6 juillet, les tramways de la ligne 7 (Perrache - Cusset) sont supprimés et remplacés provisoirement par des autobus garés à Audibert. Le 25 octobre, les premiers trolleybus, Jacquemond puis VA3B2, sont mis en service entre Perrache et les Brotteaux et sont remisés à Perrache.
Le 28 février 1955, les VA3B2 sont partiellement mis en service jusqu'à Cusset sur la ligne 7, tandis que la ligne 28 est limitée au Square Jussieu en raison des travaux de l'axe Nord-Sud. Le 15 avril, la ligne 7 est complètement exploitée en VA3B2 et deux services sur 3 sont limités à Cité de Villeurbanne. Le 12 mai, les derniers services en tramways de la ligne 3 sont supprimés et la ligne est exploitée provisoirement en autobus. Le 1er août, la ligne 18 voit ses tramways supprimés et remplacés provisoirement par des autobus.
Entre le 30 janvier 1956, qui marque la création de l'antenne Pont Mouton - Gorge de Loup, et le 1er juillet, les trolleybus sont progressivement remis en service grâce aux VA3B2. À l'issue de cette période la ligne est transférée de Saint-Simon à Alsace et les autobus sont supprimés. Ce 30 janvier marque aussi la suppression des tramways de la ligne 4, dernière ligne de tramway urbaine, et leur remplacement provisoire par des autobus. Le 7 avril 1956, certaines lignes changent de dépôts : les lignes 1 et 2 sont transférées aux Pins, la ligne 7 est partiellement transférée à Alsace et les lignes 11 et 28 sont transférés aux Pins, tandis que les premiers trolleybus VA3B2 sont mis en service sur la ligne 4 entre le parc de la Tête d'Or et Saxe-Part-Dieu à l'occasion de la Foire de Lyon. Le 1er juillet, la ligne 2 voit ses VA3 remplacés par des VA3B2 et la ligne 3 est transférée à Alsace et exploitée complètement en VA3B2. Le 1er octobre, la ligne 4 est transférée à Perrache et est exploitée en trolleybus VA3B2.
Le 1er septembre 1957, la ligne 18 reçoit ses trolleybus VA3B2 et est transférée à Parmentier avec un nouveau terminus à la Cité Jardin de Gerland au départ de la place Sathonay.
La période de 1957 à 1959 est celle où le réseau de trolleybus a été le plus étendu avec 72 % des voyageurs transportés par les trolleybus, contre 25 % par les autobus.

### Déclin au profit des autobus

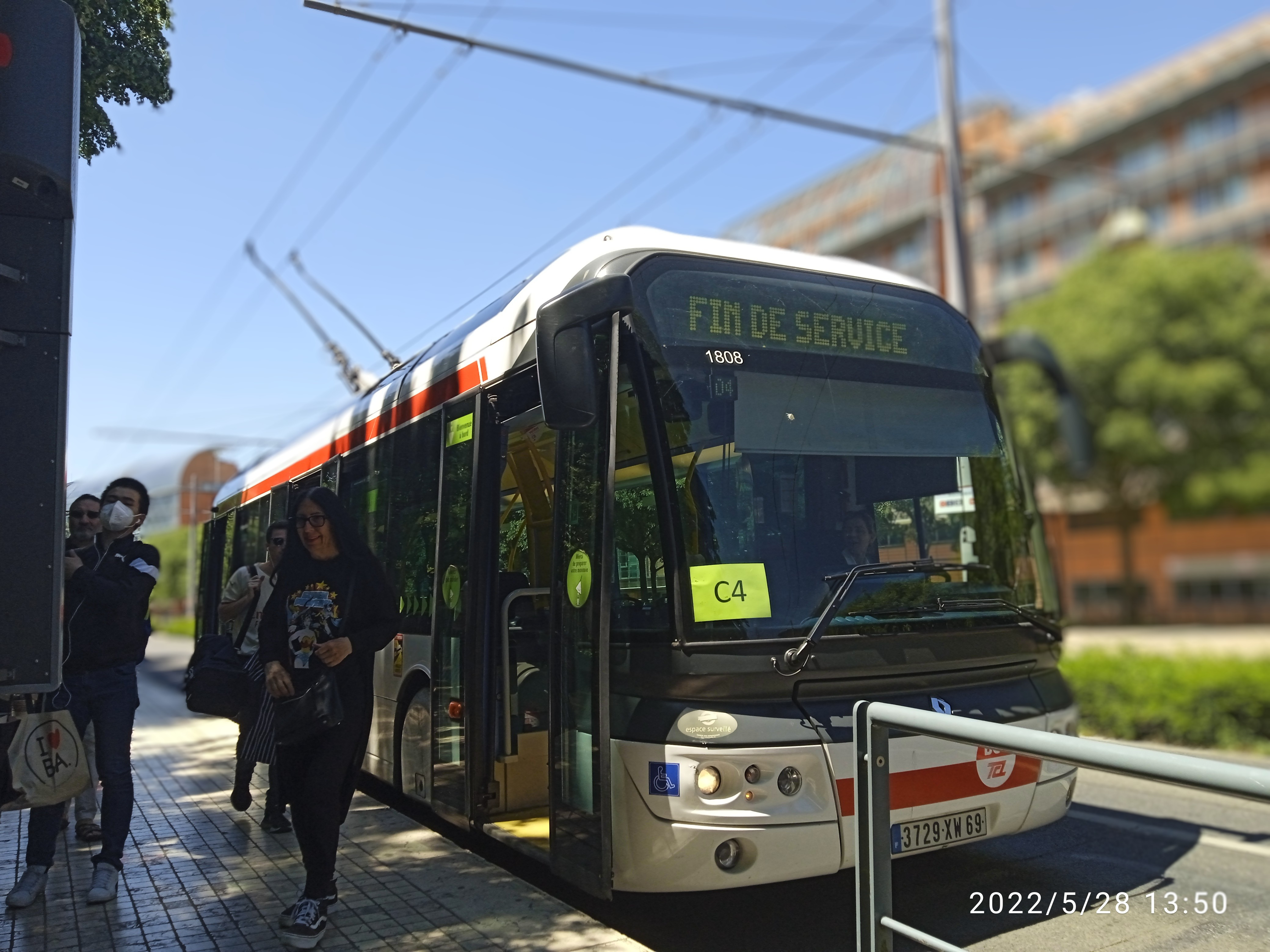
Irisbus Cristalis ETB 12 sur la ligne C4 à son terminus Cité Internationale – Centre de Congrès

Le 16 février 1959, la branche Cimetière de la Croix-Rousse du 13 est prolongée jusqu'au bout de la rue Deleuvre.
Le 23 avril 1959 marque la première suppression des trolleybus lyonnais, avec la conversion de la ligne 21 en ligne d'autobus exploitée en MGT à agent seul avec suppression du receveur.
Le 14 septembre 1959, les lignes 29 et 30 sont transférées au dépôt de Perrache à la suite de la fermeture du dépôt de Saint-Just, la ligne 29 est exploitée en VBB41 transformée à agent seul tandis que, deux jours plus tard, la ligne 10 est déviée par Perrache et le cours Charlemagne à la suite de la transformation du Quai Perrache en Autoroute A7.
Le 1er octobre 1960, les lignes 4 et 26 sont transférées au dépôt Parmentier, cette dernière reçoit des trolleybus VA3B2, la ligne 8 reçoit des trolleybus Jacquemond ex-ligne 13, la ligne 10 reçoit les Jacquemond du 26 et la ligne 13 reçoit des VBB48 de la ligne 10.
Le 8 janvier 1961, la ligne 5 est limitée aux Trois Renards sous l'indice 5A et une ligne 5B, en autobus, est créée jusqu'à Tassin Combattants.
Le 2 mai 1961, la ligne 10 est partiellement transférée au dépôt de Perrache, tandis que la ligne 19 perd ses trolleybus au profit d'autobus PH80 à agent seul. Les lignes 20 et 22 passent en exploitation à agent seul avec des VBB41.
Le 1er avril 1962, les trolleybus de la ligne 30 sont limités à La Plaine (Point du Jour) sous l'indice 30A, la desserte de Francheville étant reprise par la 30B en autobus Berliet PH80 ; les deux lignes sont en exploitation à agent seul, en VBB47 modifiées pour le 30A.
Le 23 juillet 1963, la ligne 6 reçoit ses premiers trolleybus Vetra/Berliet VBH85, les derniers CS60R furent retirés en mars 1964.
À la suite des travaux du Pont de la Mulatière pour la création de l'autoroute A7, les lignes 8 et 10 sont modifiées le 18 janvier 1964 : La ligne 8 est limitée au trajet entre Perrache et Crépieux-la-Pape en trolleybus Jacquemond affectés à Parmentier tandis que la ligne 10 perd ses trolleybus au profit des autobus Saviem SC2 à un agent. La ligne 8 subit le même sort le 7 février 1965 : Exploitation en SC2 à agent seul et transfert à Oullins. Le 18 avril, les lignes 29 et 30A perdent elles aussi leurs trolleybus au profit d'autobus PH10/100 à la suite du début du percement du tunnel de Fourvière. La ligne 29 est alors prolongée à l'hôpital de Sainte-Foy à certaines heures et les lignes 30A et 30B fusionnent pour re-former la ligne 30.
Le 16 janvier 1966, la ligne 5A perd ses trolleybus et les lignes 5A et 5B fusionnent pour re-former la ligne 5, exploitée en Berliet PLR et PH80 à agent seul. La ligne 13 reçoit des VA3B2 ex-ligne 4. Le 19 septembre, la ligne 26 est complétée par des services en autobus Berliet PBR. Le 10 octobre, la ligne 33 voit ses trolleybus limités au Cimetière de Caluire, la desserte de Montgay Ampère étant assurée en autobus Berliet PH80.
Le 20 mars 1967, les lignes 20 et 22 fusionnent pour former la ligne 22, exploitée non plus en trolleybus mais en autobus Berliet PH80. Le 15 juillet, la ligne 33 voit elle aussi ses trolleybus remplacés par des Berliet PH80. Le 31 juillet, la ligne 26 est transférée à Audibert et perd ses trolleybus au profit de Berliet PH100 à agent seul. En décembre, les VA3 de la ligne 1 sont remplacés par des VA3B2.
Le 1er janvier 1968, les derniers VBB48 du réseau sont retirés du service sur la ligne 13, dorénavant exploitée en VA3B2 ; la ligne 11 voit ses VA3 remplacés par des VA3B2 le 1er février. Les 30 mars 1968, les derniers trolleybus de la ligne 7 sont remplacés par des autobus articulés Berliet PH 180 et les trolleybus de la ligne 13 garées à Perrache sont transférées à Parmentier, il n'y a désormais plus aucun trolleybus à Perrache.
Le 1er avril 1968, la ligne 28 voit ses VA3 remplacés par des VA3B2. Le 7 avril, les derniers trolleybus VA3 sont retirés de la ligne 2 au profit d'autobus Berliet PH100 à agent seul. Le 2 novembre, la ligne 28 perd ses trolleybus au profit d'autobus Saviem SC10U neufs, tout comme la ligne 11 le 1er janvier 1970.
Le 6 novembre 1971, la ligne 1 est transférée des Pins à Parmentier, le dépôt des Pins n'accueille désormais plus aucun trolleybus.
Le 3 janvier 1972, les lignes de trolleybus 6 et 13, ainsi que la ligne d'autobus 7, inaugurent les premiers couloirs réservés rues Victor Hugo et Édouard Herriot. Le 3 juillet, la ligne 1 passe en exploitation à agent seul et en libre-service après rénovation des VA3B2, tout comme la ligne 3 le 1er août 1973, la ligne 13 le 1er août 1974, la ligne 4 le 25 mars 1975 et le 18 le 1er août de la même année. La ligne 6 passe en exploitation à un agent le 26 avril 1976, avec des VBH85 transformés.

### Reprise timide

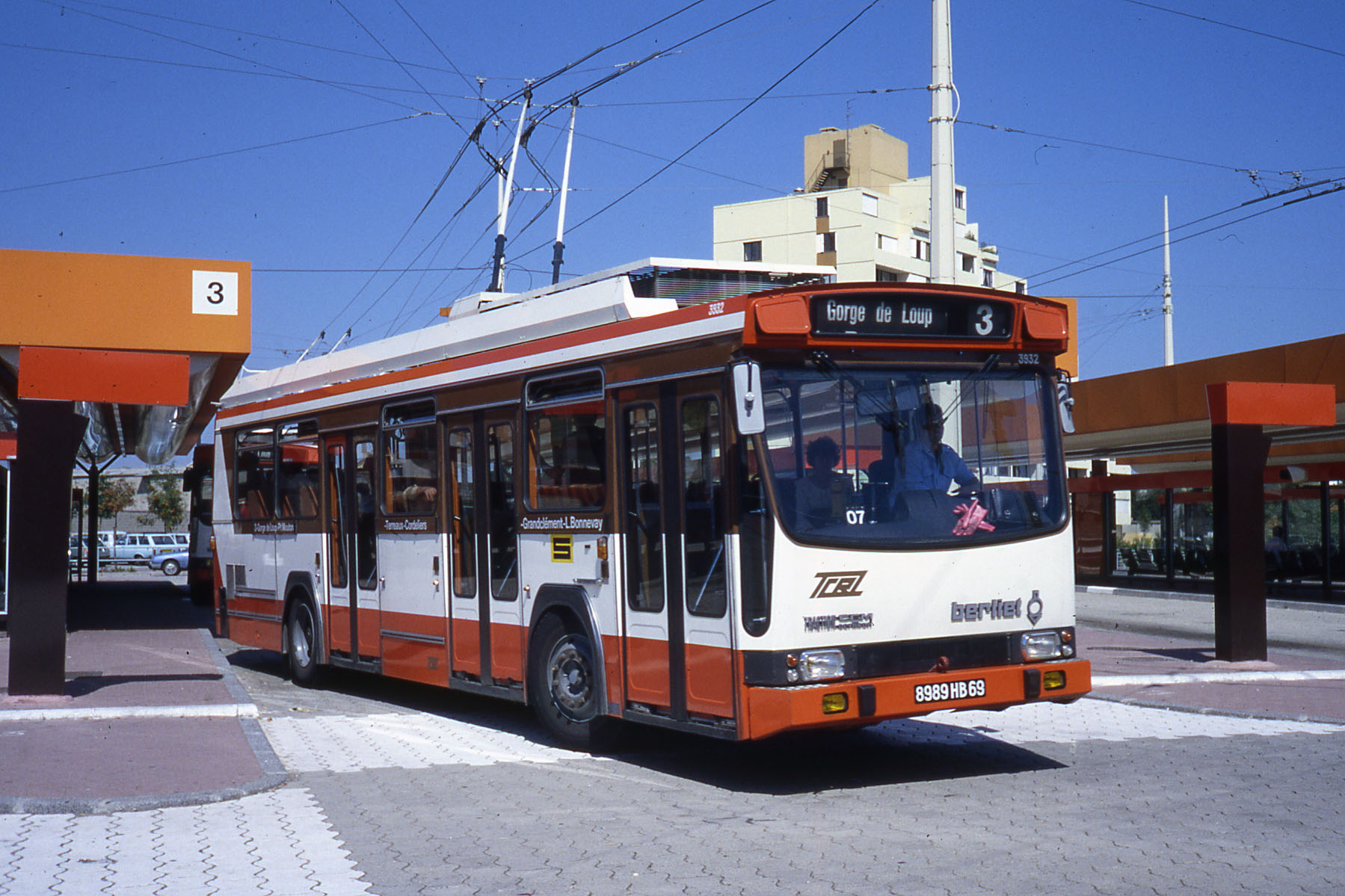
Un Berliet ER 100 à Laurent Bonnevay sur la ligne 3 (Gorge de Loup ou Gare Saint-Paul - Laurent Bonnevay) en 1980.

Après une période de plus de dix ans de régression puis de stagnation, le réseau voit une de ses lignes prolongées pour la première fois depuis longtemps le 12 juillet 1976 avec le prolongement de la ligne 6 au quartier de Montessuy à Caluire-et-Cuire, avec un terminus Place Gutenberg, et passe en libre-service le 6 septembre. Le 2 décembre de la même année les lignes 4 et 13 voient leur terminus transférées au nouveau Centre d'échanges de Perrache.
Le 11 mars 1978 marque une date importante pour le réseau avec la mise en service des premiers trolleybus Berliet ER 100 R sur la ligne 4.
Le 2 mai 1978 marque la mise en service des lignes A et B du métro et une importante restructuration du réseau : La ligne 3 est prolongée d'un côté de Cusset à Laurent Bonnevay et de l'autre, voit la suppression de sa branche Gare de Vaise ; Les lignes 13 et 18 fusionnent pour former la ligne 13/18 (Gerland - Hôtel de ville - Croix-Rousse ou Croix-Rousse Cimetière), remisée à Cuire et Parmentier, et suppression du tronçon de l'ex-ligne 13 entre Hôtel de ville et Perrache et enfin avec l'électrification, événement inédit depuis plusieurs décennies, de la ligne 44 (Perrache - La Duchère) en trolleybus ER 100 R neufs. Durant l'été, la ligne 3 voit ses VA3B2 remplacés par des ER 100 R. En novembre, la ligne 1 est en exploitation mixte en VA3B2 et ER 100 R.
Le 2 janvier 1979, la ligne 11 est ré-électrifiée et reçoit des ER 100 R, garés à Alsace. Le 21 janvier 1980, prolongement de certains services de la ligne 13/18 à Gerland. Le 2 mai, les lignes 3 et 11 sont transférées au nouveau dépôt de La Soie.
Le 14 août 1981, mise en service des ER 100 R sur la ligne 13/18 en remplacement des VA3B2. Le 22 novembre 1982, la ligne 6 est limitée au trajet entre Bellecour et Montessuy.
Le 18 janvier 1984, la ligne 1 perd ses trolleybus au profit d'autobus Saviem SC 10 M en prévision des travaux de la ligne D du métro, cette dernière provoquera la disparition définitive de la ligne 1 à son ouverture. Le 1er octobre, la ligne 23 est électrifiée et équipée des ER 100 R de la ligne 1.
Le 10 décembre 1984, la mise en service du prolongement de la ligne C du métro à Cuire entraîne une restructuration du réseau : la ligne 6 est limitée au trajet entre Hôtel de Ville et Croix-Rousse et équipée de VBH85 rénovés pour l'occasion et la ligne 13/18 est supprimée et remplacée par les lignes 13 (Bellecour - Montessuy Gutenberg) et 18 (Gerland - Cimetière Croix-Rousse), la ligne 13 est garée à Cuire et la ligne 18 est partagée entre Cuire et Parmentier.
Le 9 septembre 1991, la mise en service de la ligne D du métro entraîne une importante restructuration du réseau : la ligne 3 voit ses services partiels St-Paul exploités sous l'indice 1 en ER 100 H à livrée spécifique depuis le dépôt de La Soie, la ligne 3 étant en ER 100 R garés à St-Simon ; la ligne 4 est prolongée à Gerland avec des services partiels à Jean Macé ; la ligne 4 est prolongée à Perrache depuis Saxe-Gambetta ; la ligne 13 est limitée au tronçon entre Hôtel de Ville et Montessuy Gutenberg ; la ligne 18 est limitée au trajet entre Croix-Rousse Cimetière et Saxe-Gambetta et la ligne 44 limitée au trajet entre Hôtel de Ville et La Duchère.
Le 31 août 1992, la ligne 3 est limitée au trajet entre Hôtel de Ville et Gorge de Loup et les trolleybus sont remplacés par des autobus Renault R 312.
Le 4 janvier 1993, la ligne 23 est prolongée à Parilly, en correspondance avec la ligne D du métro. Le 20 septembre, la ligne 23 reçoit les premiers ER 100 R rénovés.
Le 17 novembre 1994, la ligne 44 reçoit le premier ER 100 R rénové et transformé en ER 112 R, la transition s'effectuera jusqu'en mars 1995.
Le 3 juillet 1995, la ligne 4 voit son tronçon entre Jean Macé et Gerland supprimé en raison des travaux de prolongement du Métro B à Gerland et, le 10 juillet, la ligne 18 est, elle, prolongée jusqu'à Jean Macé.
Le 8 février 1997, à la suite des nombreux travaux à Vaise, la ligne 44 perd ses trolleybus au profit d'autobus PR 100 R ex-lignes 41 et 42, les ER 100 R seront transférés sur la ligne 1 en mars.
Le 12 septembre 1998 en raison des travaux du tramway, la ligne 23 perd ses trolleybus au profit d'autobus PR 100 MI et MIR, les ER 100 R seront transférés sur la ligne 1 et, deux jours plus tard, la ligne 11 est limitée au trajet entre Jean Macé et Laurent Bonnevay.
Entre le 7 décembre 1999 et le 15 janvier 2000, les Vetra/Berliet VBH85 de la ligne 6, mis en service en 1963 (!) sont remplacés par les Man/Hess/Kiepe NMT 222.
Le 2 janvier 2001, à la suite de la fermeture du dépôt de Parmentier, la ligne 4 est transférée à Alsace et la ligne 18 est uniquement exploitée à Cuire.
Le 30 janvier 2002, la ligne 1 reçoit ses premiers trolleybus Irisbus Cristalis ETB 12. Le 6 juin, la ligne 4 est intégralement équipée en Cristalis ETB 12 et la ligne 1 reçoit ses premiers Cristalis ETB 18, les premiers trolleybus articulés du réseau. En septembre, les trolleybus sont de retour sur la ligne 44 avec les Cristalis ETB 12, la ligne 1 reçoit d'autres ETB 18 en décembre.
En janvier 2003, les ETB 12 sont progressivement mis en service sur la ligne 18 en remplacement des ER 112 R, imitée par la ligne 11 en janvier 2004 ; Ce mois marque le retrait, à nouveau des trolleybus sur la ligne 44 en raison des travaux de réaménagement du quartier de La Duchère. Le 3 septembre 2004, les Cristalis ETB 12 sont mis en service sur la ligne 13 et la ligne 1 est intégralement exploitée en ETB 18 dès ce même mois. Le 23 septembre 2004, marque le retrait des derniers ER 112 R du réseau et de la ligne 11.

### De nouvelles électrifications: trois lignes fortes

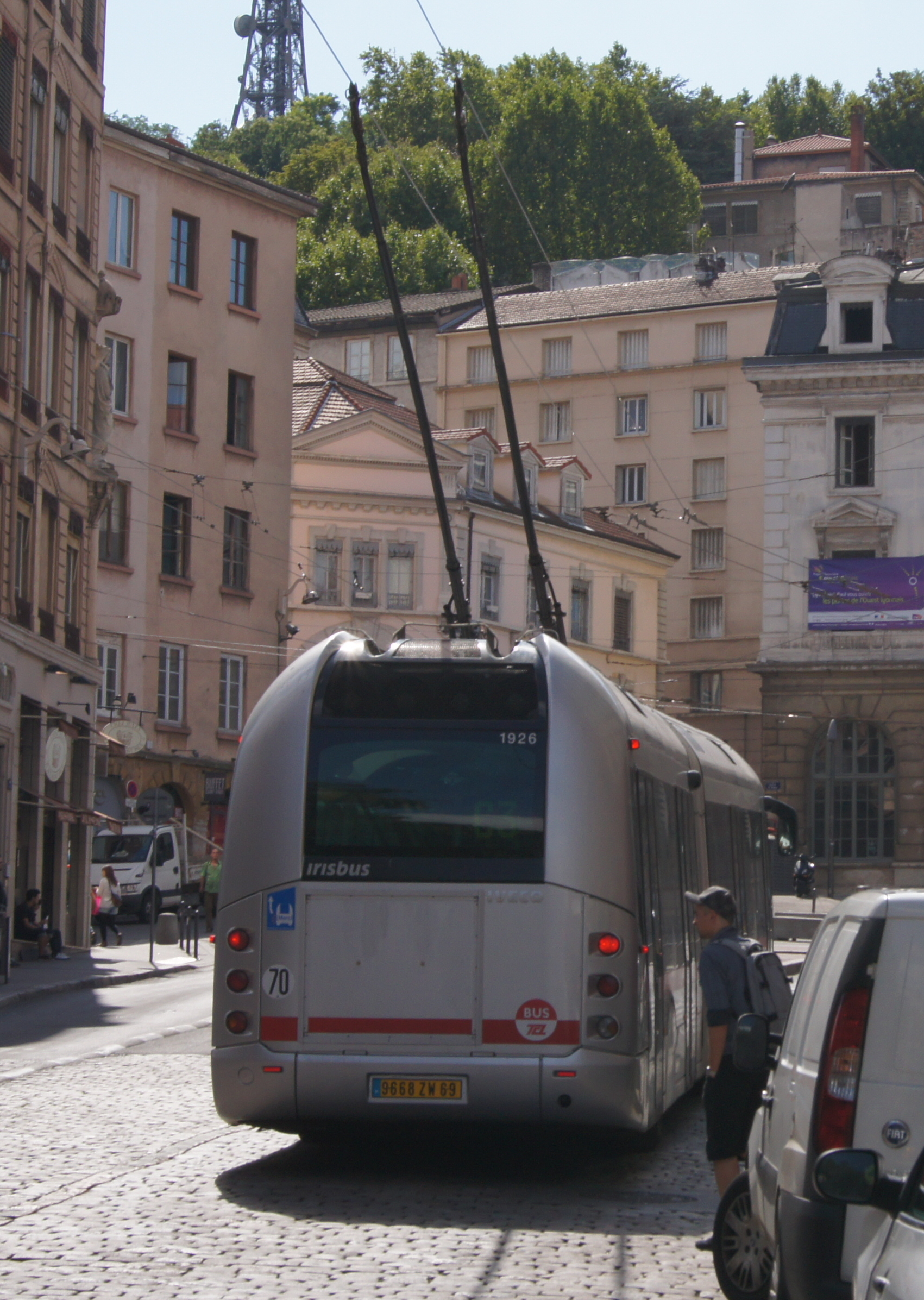
Irisbus Cristalis ETB 18 arrivant à Gare Saint-Paul sur la ligne C3 en 2010.

Le 11 juillet 2006, les lignes 6, 13 et 18 abandonnent le libre-service au profit de la montée par la porte avant, suivies le 18 juillet 2006 par la ligne 4 et le 2 octobre 2006 par la ligne 44.
Le 12 octobre 2006 marque la création de la première ligne de trolleybus depuis plusieurs décennies : la ligne à haut niveau de service C1 entre Gare Part-Dieu - Vivier Merle et Cité Internationale - Centre de Congrès et exploitée en ETB 18 arborant une livrée spécifique et exploitée en libre-service, la ligne est garée à Alsace.
Le 13 novembre 2006, la ligne 11 abandonne le libre-service au profit de la montée par la porte avant.
Le 14 mai 2007, la ligne 51 entre Laurent Bonnevay et Vaulx - La Grappinière est électrifiée et exploitée en Cristalis ETB 18 en libre-service. Le 30 octobre 2007, les lignes 1 et 51 fusionnent pour former la ligne C3 entre Gare Saint-Paul et Vaulx - La Grappinière. Elle est équipée d'Irisbus Cristalis ETB 18, neufs mis en service sur la ligne 51 et les véhicules de la ligne 1, rétro-fités avec la livrée « C », et est considérée comme un bus à haut niveau de service même si elle ne répond pas à tous les critères communément admis (site propre sur des distances réduites en direction de Vaulx-en-Velin, seuls quelques rares arrêts sont équipés de distributeurs de tickets depuis début 2011, et encore pas toujours dans les deux sens de circulation, certains arrêts ne sont pas équipés de panneaux d'information dynamique des voyageurs sur les temps d'attente réels…).
Le 20 janvier 2011 la ligne C1 est prolongée de 8 stations sur 4,4 km, son terminus étant désormais à Cuire sur la commune de Caluire-et-Cuire.

### Refonte du réseau et nouveaux trolleybus IMC
Le 29 août 2011, le réseau d'autobus et de trolleybus de Lyon est refondu : Les lignes 4, 6, 11, 13, 18 et 44 deviennent respectivement les lignes C4, S6, C11, C13, C18 et C14. À cette occasion, la ligne C2 est mise en service, entre Part-Dieu et Rillieux - Semailles en remplacement de la ligne d'autobus 59. La ligne C11 ne circule plus entre Saxe - Gambetta et Jean Macé, et la section entre Hôtel de Ville et Jean Macé de la ligne 18 est reprise par la C14, rééquipée en trolleybus. La ligne C13 est prolongée entre Hôtel de Ville et Grange Blanche, mais perd provisoirement ses trolleybus le temps que les lignes aériennes soient installées entre Saxe-Lafayette et Grange Blanche. La ligne C13 retrouve ses trolleybus Cristalis ETB 12 le 24 février 2014, mais, en raison de la fiabilité aléatoire des ETB 12, des autobus Citelis 12 sont affectés en renfort sur les lignes C4, C11, C13 et C18 pour pallier les pannes des ETB 12.
En septembre 2018, le SYTRAL annonce son intention de transformer entre 2020 et 2025 six lignes de bus thermiques en nouvelles lignes de trolleybus, et d'acquérir environ 70 trolleybus "IMC" (in motion charging) susceptibles de recharger des batteries en roulant sous lignes aériennes de contact (LAC), puis quelques kilomètres en autonomie sur ces batteries dans des sections non équipées de LAC.

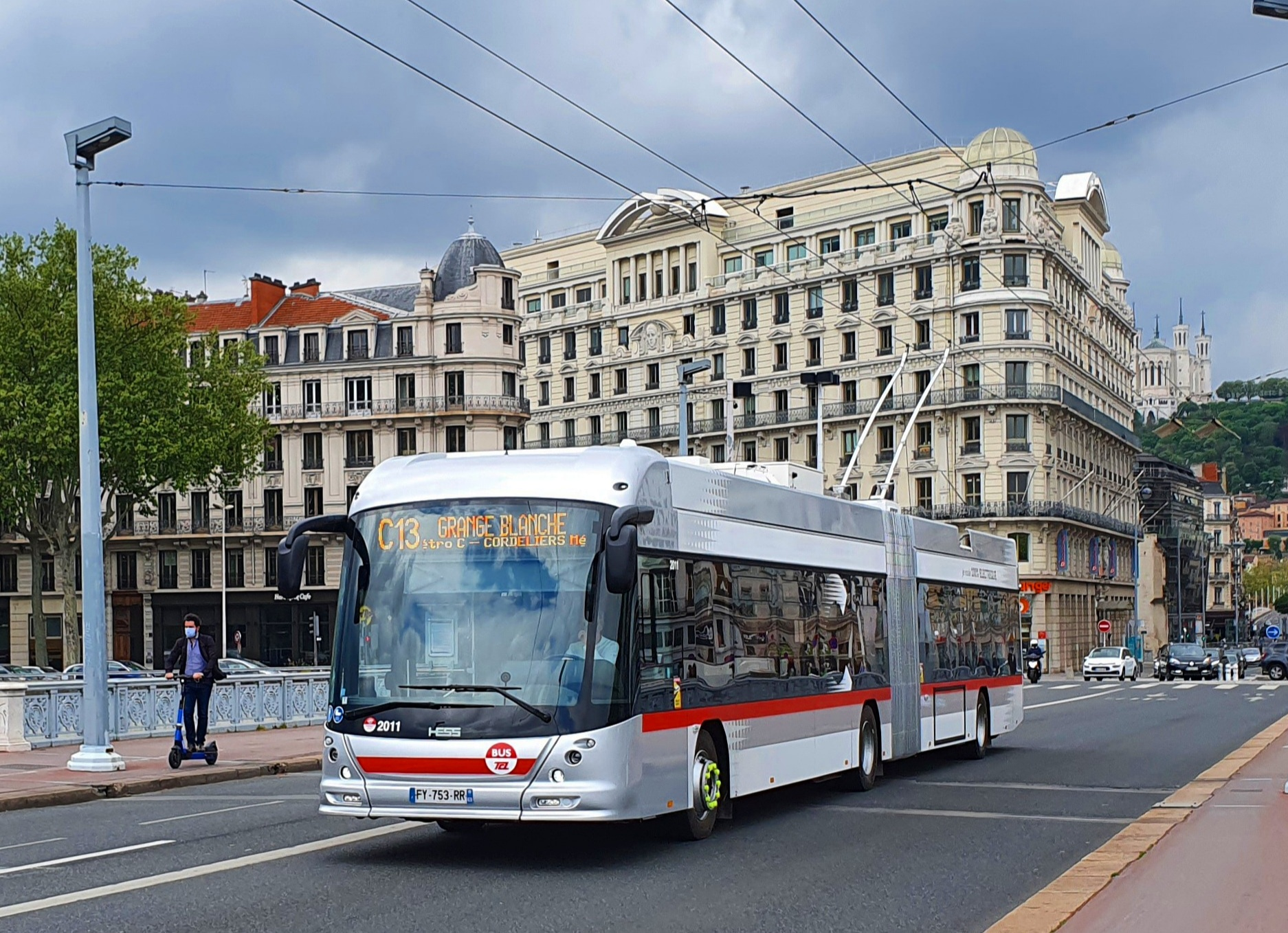
Le Hess lighTram 19DC no 2011 s'apprête à franchir le Pont Lafayette

Les nouveaux trolleybus Hess lighTram 19DC sont livrés à partir de fin décembre 2020. Ils sont mis en service sur la ligne C13 le 29 avril 2021, puis sur la ligne C11 le 30 août 2021.

### Nouvelles évolutions et piétonnisation de la Rue de la République
Le 23 juin 2025, la Rue de la République devient entièremment piétonne et entraîne à Lyon une refonte de la circulation en presqu'Île.
La ligne C4 disparaît et est remplacée par la ligne C5 qui va désormais jusqu'à Jean-Macé. La ligne 59 compense la modification de C5 qui ne vas plus à Cordeliers.
La ligne C23 est également lancée entre Flachet Alain Gilles et la Cité Internationale.

## Le réseau

### Les lignes
Note : Dans un souci de simplification, les détails des lignes de trolleybus sont indiqués avec les autres lignes du réseau. Le tableau ci-dessous ne présente qu'un résumé du réseau.
| No                        | Parcours                                                                          | Véhicule                   | Remarques |
| ------------------------- | --------------------------------------------------------------------------------- | -------------------------- | --- |
| Bus en mode C · Ligne C1  | Gare Part-Dieu - Vivier Merle ↔ Cuire                                             | Cristalis ETB 18           | — |
| Bus en mode C · Ligne C2  | Gare Part-Dieu - Vivier Merle ↔ Rillieux — Semailles                              | Cristalis ETB 18           | Depuis janvier 2023, il arrive que des lighTram 19DC circulent sur la ligne. La ligne est partiellement exploitée par des véhicule thermique (Citelis 18) en raison du manque de trolleybus |
| Bus en mode C · Ligne C3  | Gare Saint-Paul ↔ Laurent Bonnevay - Astroballe ↔ Vaulx-en-Velin — La Grappinière | lighTram 19DC              | La ligne est partiellement exploitée par des véhicule thermique (Urbanway 18 GNV et Lion's City 18 G GNV) en raison du manque de trolleybus                                                 |
| Bus en mode C · Ligne C11 | Saxe - Gambetta ↔ Laurent Bonnevay - Astroballe                                   | lighTram 19DC              | La ligne est exploitée avec des Man Lion’s City 18 GNV à cause de travaux de voirie. |
| Bus en mode C · Ligne C13 | Montessuy-Gutenberg ↔ Grange Blanche                                              | lighTram 19DC              | |
| Bus en mode C · Ligne C14 | Jean Macé ↔ Les Sources                                                           | Cristalis ETB 12 (réformé) | La ligne est temporairement exploitée avec des Urbanway 12 en attendant les nouveaux LighTram 19DC.                                                                                         |
| Bus en mode C · Ligne C18 | Hôtel de Ville - Louis Pradel ↔ Croix-Rousse — Nord                               | Cristalis ETB 12 (réformé) | La ligne est temporairement exploitée avec des Citelis 12 en attandant les nouveaux LighTram 19DC.                                                                                          |

### Les arrêts
La signalétique et les installations aux arrêts sont communs avec les autobus de Lyon.

### Les sites propres
Les sites propres sont tous communs avec les autobus de Lyon.

## Installations d'alimentation électrique

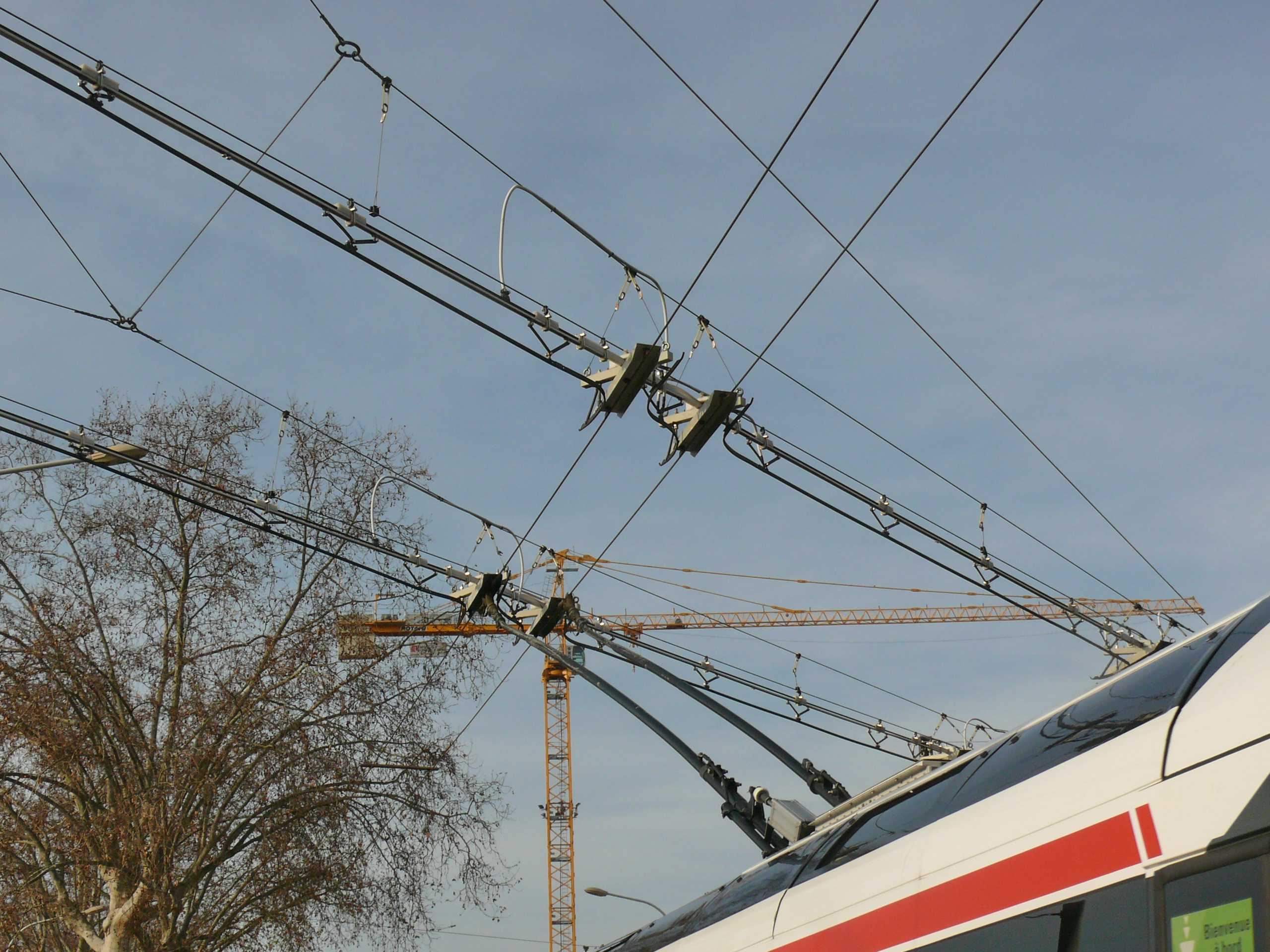
Le croisement des lignes aériennes de tramways et de trolleybus nécessite des appareils complexes.
On voit ici l'ancien croisement des lignes aériennes de T3 et C11 à Archives Départementales. La ligne aérienne du trolleybus a été déposée depuis l'entrée en service en 2021 des trolleybus IMC.

## Exploitation
Les autobus et trolleybus, ainsi que les funiculaires, métros et tramways de Lyon sont exploités par Keolis Lyon, sous la marque TCL (Transports en commun lyonnais), pour le compte de SYTRAL Mobilités. L'exploitant peut décider de sous-traiter des lignes pour des raisons diverses (finances, manque de place…).
Le réseau fonctionne de 5 h à 0 h environ pour les lignes les plus importantes et en dehors des lignes « Pleine Lune ».

### Matériel roulant
Au 24 juin 2025, le réseau TCL dispose de :
- 27 trolleybus Irisbus Cristalis ETB 18 à 4 portes, livrés entre 2002 et 2004 (série 19XX, exception pour le 1927 livrée en 2006). Ces véhicules, en livrée spécifique, sont utilisés exclusivement sur les lignes C1, C2 (majoritairement réformé 9 sont encore en service) .[8], voir parc Cristalis ETB 18
- 17 trolleybus Irisbus Cristalis ETB 18 à 4 portes, livrés entre 2006 et 2007. Ces véhicules, en livrée spécifique, sont utilisés exclusivement sur les lignes C1, C2.[8], voir parc Cristalis ETB 18
- 10 trolleybus Irisbus Cristalis ETB 18 à 4 portes, livrés en juillet 2010 destinés à satisfaire les besoins nés du prolongement de la C1 et de la création de la ligne C2.[8], voir parc Cristalis ETB 18
- 34 trolleybus Hess lighTram 19DC à 4 portes, livrés entre 2020 à 2021, dédiés aux lignes C3, C13.[8], voir parc LighTram 19DC
- 141 trolleybus Hess lighTram 19DC à 4 portes, en cour de livraison depuis le 13 janvier 2025 (58 doivent être livrée en 2025), destiné au ligne C1, C2, C5, C11, C14, C18, C23, C25, TB11 et TB12 (les ligne TB aurons une version BHNS : Bus a Haut Niveaux de Service)[9],[10]

Tous ces véhicules sont à plancher bas, accessible aux personnes à mobilité réduite.
Le 1er juin 2016, le SYTRAL annonce l'essai d'un trolleybus bi-articulé de 24 m de long, un Hess lighTram de 4e génération prêté par la Verhkersbetriebe Luzern qui exploite le réseau de trolleybus de Lucerne en Suisse, sur les lignes C2 et C3 dans l'optique de tester l'intégration d'un tel véhicule dans les rues lyonnaises.
Lors de travaux ou pendant l'été, les lignes sont exploitées avec des Citelis 12 (pour C11, C13 et C14) et 18 (pour C1, C2, C3, C4 et C13), Urbanway 18 (pour C13) et des GX137 (pour S6).

#### Irisbus Cristalis ETB 18

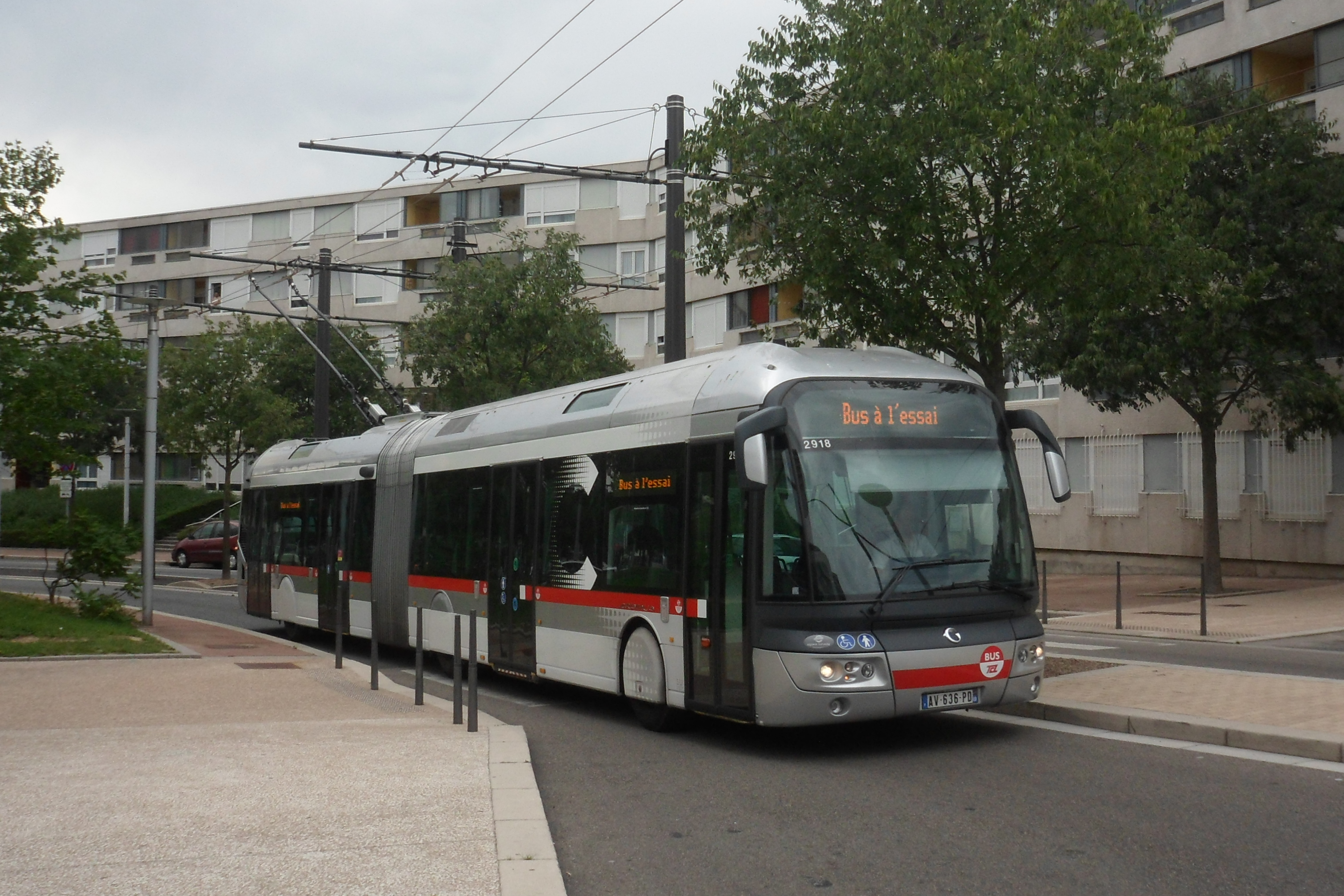
Irisbus Cristalis ETB 18 en essai sur la ligne C2 à Rillieux-la-Pape, en août 2011.

Les 12 premiers Irisbus Cristalis ETB 18 (Electric Trolley Bus 18 m) (numéros de parc de 1901 à 1912) ont été construits à partir de 2002 pour équiper et soulager la ligne la plus fréquentée du réseau TCL, la ligne 1 (38 000 voyageurs par jour). Une nouvelle commande destinée à l'équiper complètement en trolleybus articulés a eu lieu en 2004 avec 14 autres véhicules (1913 à 1926) reçus à partir de juillet 2005. L'achèvement de l'équipement ayant eu lieu avec un 27e véhicule (1927) livré en 2006. Ces véhicules ont été progressivement redécorés extérieurement (pelliculage d'une nouvelle livrée) et intérieurement (changement des sols, des habillages de parois, sièges, des barres de maintien des voyageurs…) en vue de leur affectation aux nouvelles lignes fortes C définies par le SYTRAL. Dans le même temps, une commande de 17 véhicules supplémentaires a été passée pour répondre aux besoins de la nouvelle ligne C1, et de la fusion des lignes 1 et 51 au sein de la nouvelle ligne C3. Ce nouveau parc (numéros de parc de 2901 à 2917) est quasiment identique au précédent. Seul l'aménagement intérieur des véhicules, qui sont normalement destinés à C1, ligne moins chargée que C3, diffère, avec plus de places assises.
Une commande supplémentaire de 11 véhicules (numéros de parc 2918 à 2928) a été livrée en juillet 2010 cours pour satisfaire aux besoins nés de l'ouverture en 2011 de la ligne C2 et du prolongement de la ligne C1 du 20 janvier 2011 jusqu'à Caluire-et-Cuire. Ces véhicules sont identiques, à quelques détails près aux exemplaires livrés en 2006.
Du fait de leur livrée spécifique réservé aux lignes fortes C, ce matériel y est affecté exclusivement.
Caractéristiques techniques sommaires :
- Longueur : 18 m
- Largeur : 2,55 m
- Hauteur : 3,40 m
- Masse à vide : 19,1 t
- Moteur auxiliaire thermique de 65 kW (permettant la circulation à puissance réduite en l'absence d'alimentation électrique : déperchage, déviation de la ligne…)
- Traction électrique à moteurs-roue (4 moteurs de 80 kW)
- Accès : 4 portes
- Climatisation

#### Irisbus Cristalis ETB 12

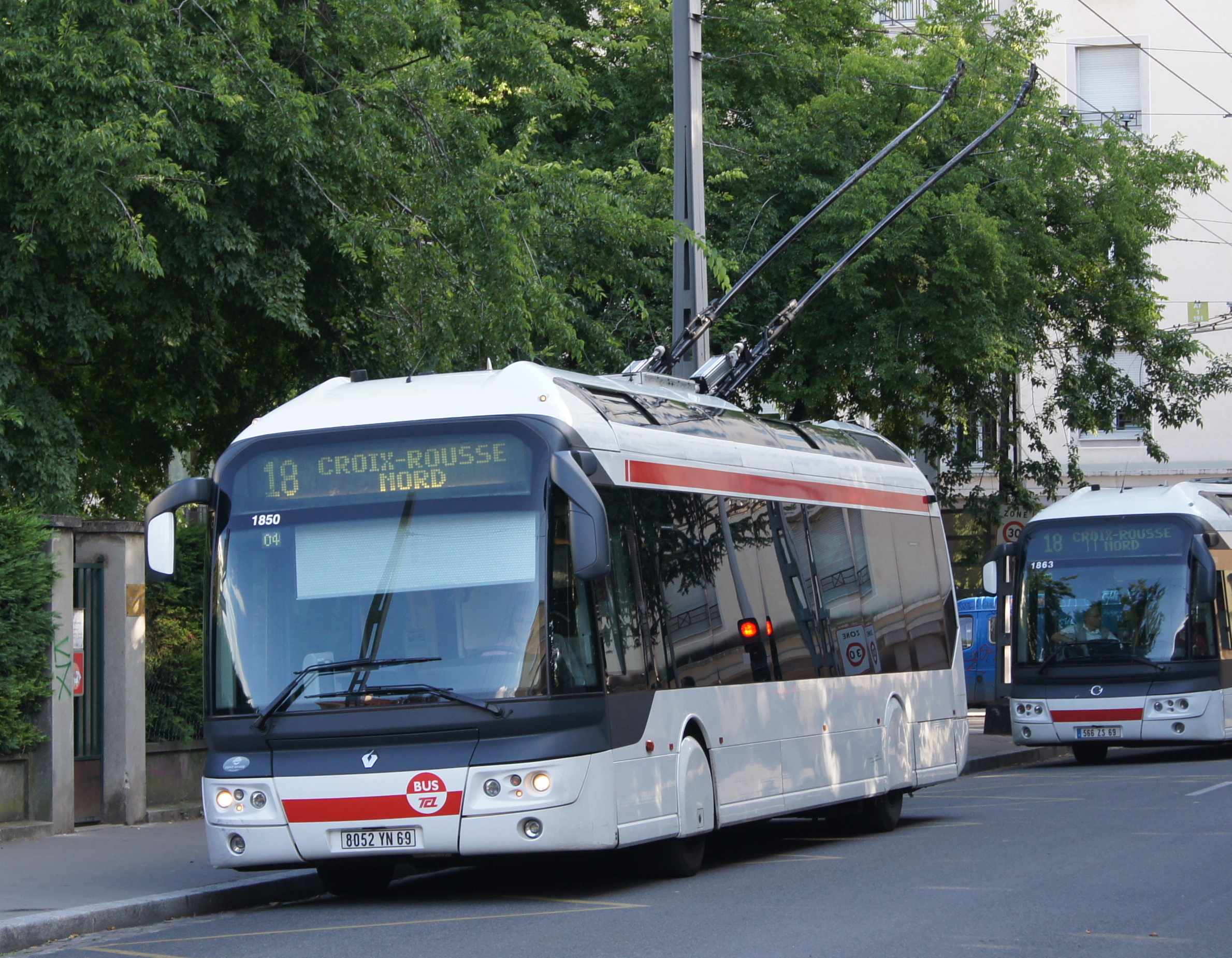
Irisbus Cristalis ETB 12 près du terminus de la Croix-Rousse de la ligne 18 en août 2010.

Les 69 Irisbus Cristalis ETB 12 (Electric Trolley Bus 12 m) ont été livrés à partir de la fin 2000, jusqu'en 2004. Ils sont habillés de la livrée classique des autobus du réseau TCL : blanche à bande rouge. Ils ne sont néanmoins plus utilisés depuis octobre 2024 et leurs derniers services sur la ligne C18.
Caractéristiques techniques sommaires :
- Longueur : 12 m
- Largeur : 2,55 m
- Hauteur : 3,40 m
- Masse à vide : 13,4 t
- Moteur auxiliaire thermique de 65 kW (permettant la circulation à puissance réduite en l'absence d'alimentation électrique : déperchage, déviation de la ligne…)
- Traction électrique à moteurs-roue
- Accès : 3 portes
- Climatisation

#### Man-Kiepe-Hess NMT 222

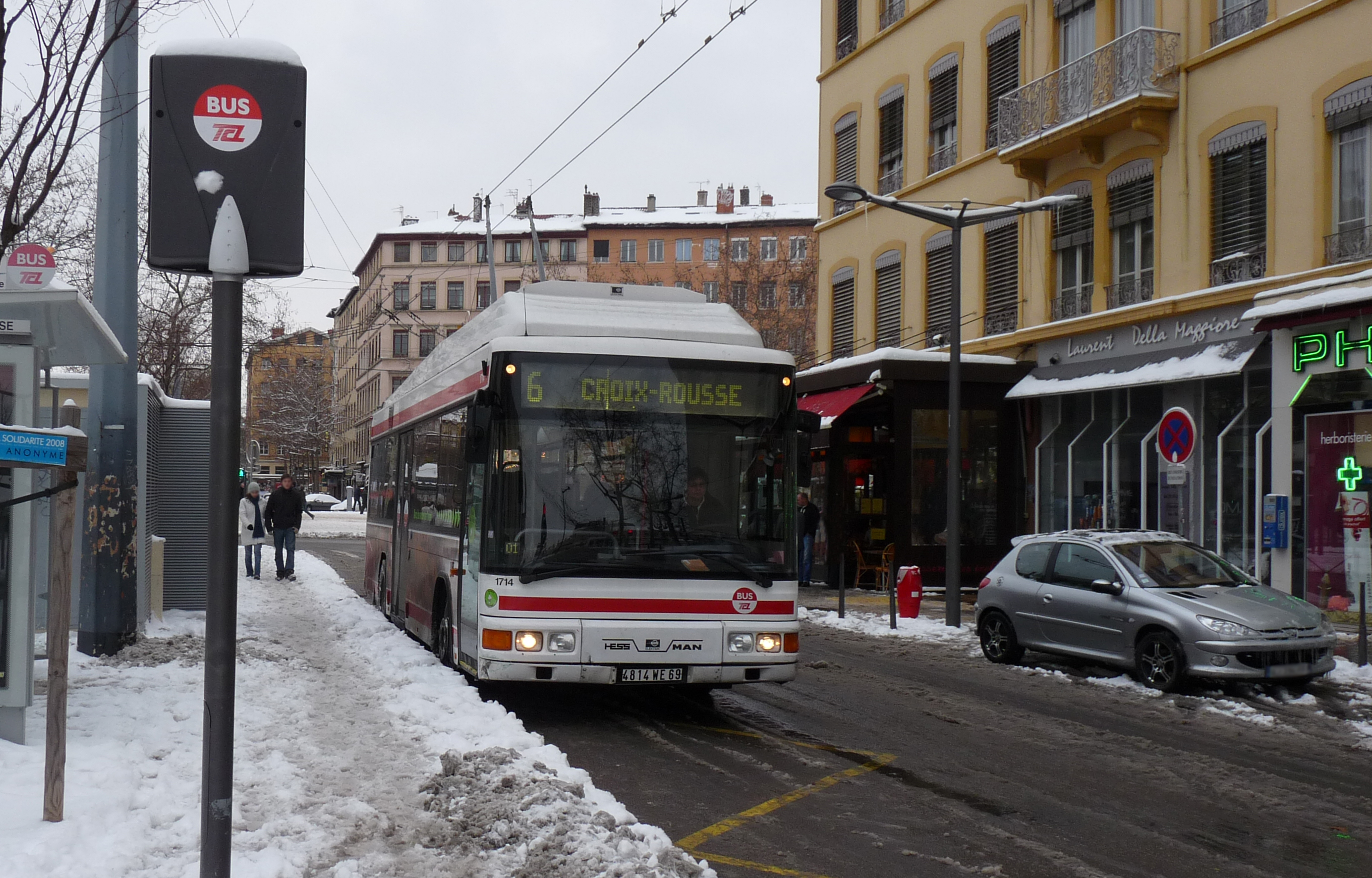
MAN-KIEPE-HESS NMT 222 sur la ligne 6 en hiver.

Les 7 trolleybus Man-Kiepe-HESS NMT 222 (numéros de parc de 1711 à 1717) ont été livrés en 1999, pour remplacer les trolley VBH85 à bout de souffle. Ils ont été commandés pour répondre aux besoins exclusifs et spécifiques de la ligne S6 (anciennement ligne 6). Celle-ci, en forte pente, aurait mis à rude épreuve un matériel à traction thermique. De plus, l'étroitesse des rues où elle passe ne permet pas de faire circuler des véhicules de longueur standard. C'est l'entreprise de construction électrique Kiepe qui obtient finalement le marché de construction, association avec Man pour la construction du châssis et le carrossier Hess pour l'habillage. Ils ont disparu de la circulation depuis 2022, et ont été remplacés par des bus thermiques Heuliez Bus GX137.
Caractéristiques techniques sommaires :
- Longueur : 9,7 m
- Largeur : 2,4 m
- Masse à vide : 9,8 t
- Traction électrique à moteur asynchrone à ventilation forcée, alimenté par un onduleur à courant direct IGBT. Puissance nominale continue : 155 kW, puissance uni-horaire : 185 kW.
- Accès : 2 portes
- Capacité : 27+1 places assises, 26 places debout (4 pers./m2)

#### Hess lighTram 19DC

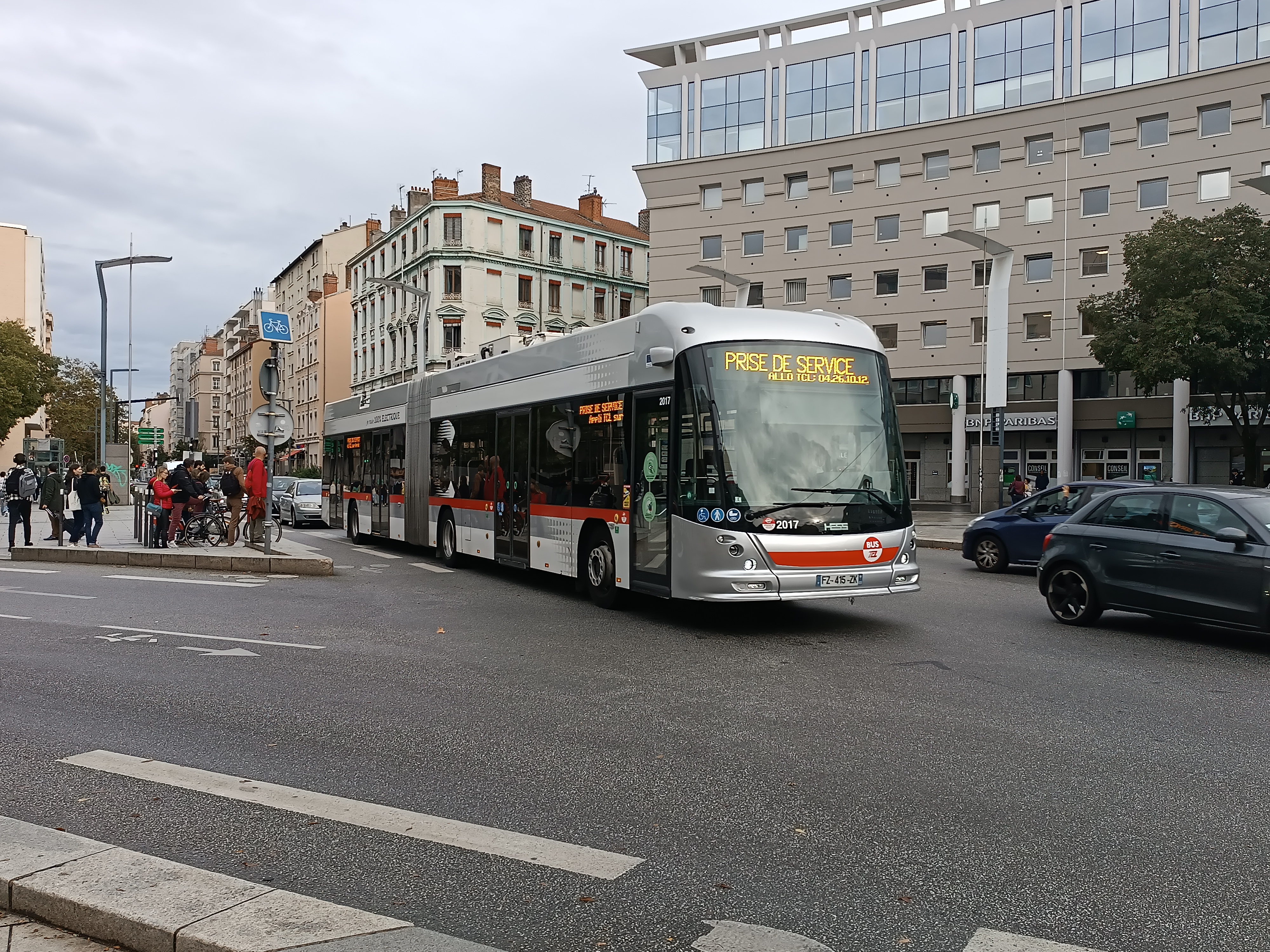
Trolleybus Hess en prise de service à Lyon

34 nouveaux trolleybus Hess lighTram 19DC ont été livrés à partir de fin 2020 afin de renforcer dans un premier temps les lignes C11 et C13.
Le 8 décembre 2022, SYTRAL Mobilités annonce la commande de nouveaux trolleybus IMC Hess lighTram 19DC en remplacement de l’ensemble des Cristalis sur les lignes C1, C2, C11, C14 et C18. Les lignes C5 et C25 devraient être équipées de ces mêmes véhicules.

### Dépôts
Les trolleybus sont garés dans les mêmes dépôts que les autobus.
Les lignes C1, C2, et C13 sont exploitées par le dépôt d'Alsace, C3 et C11 par le dépôt de la Soie, C18 et S6 par le dépôt de Cuire et C14 par le dépôt de St-Simon.

### Sécurité
Les problèmes d'insécurité se font surtout sentir en périphérie dans les quartiers dits sensibles comme la Duchère à Lyon, ainsi qu'en soirée. Depuis quelques semaines[Quand ?] tous les derniers départs sont accompagnés par un agent de sécurité.[réf. nécessaire]

### Tarification et financement
La tarification est identique sur l'ensemble du réseau TCL, et est accessible avec l'ensemble des tickets et abonnements existants. Un ticket unité permet un trajet simple quelle que soit la distance, avec une ou plusieurs correspondances possibles avec les autres lignes de bus, tramway, funiculaire et de métro pendant une durée maximale de 1 h entre la première et dernière validation.
Un ticket validé dans un bus permet d'emprunter l'ensemble du réseau, quel que soit le mode de transport. Le trajet retour est autorisé avec le même ticket depuis le 1er janvier 2013 dans la limite d'une heure après sa première validation.
Le financement du fonctionnement des lignes (entretien, matériel et charges de personnel) est assuré par l'exploitant Keolis Lyon. Cependant, les tarifs des billets et abonnements dont le montant est limité par décision politique ne couvrent pas les frais réels de transport. Le manque à gagner est compensé par l'autorité organisatrice, le SYTRAL. Il définit les conditions générales d'exploitation ainsi que la durée et la fréquence des services.

## Ancien matériel roulant

### Trolleybus Nithard à Charbonnières
Dès 1905, l'entrepreneur Charles Nithard installe le premier trolley à perches de France. L'invention revient à l'ingénieur allemand Max Schiemann (de), mais l'origine allemande de ces véhicules reste confidentielle compte tenu du chauvinisme anti-allemand de l'époque. Les trolleybus antérieurs captaient le courant des lignes aériennes à l'aide d'un chariot automoteur roulant sur les fils. Ce système posait des difficultés car il nécessite une synchronisation parfaite du déplacement du véhicule et du chariot. L'emploi de perches permet de résoudre cette difficulté. Cependant, comme il n'y a, à l'époque, qu'une seule paire de fils de contact, lorsque les 2 électrobus se croisent, le conducteur de l'un doit descendre pour dépercher et laisser passer l'autre !
Nithard appelle ses véhicules « électrobus à perches » et les teste de 1905 à 1906 sur la nationale 7 entre Les Trois Renards à Tassin-la-Demi-Lune, au terminus de la ligne 5 du tramway venant de Bellecour, et Le Méridien à Charbonnières-les-Bains. Deux véhicules sont mis en service en septembre 1905, par sa « Société de transport et d'éclairage électrique de Charbonnières-les-Bains », entre les Trois Renards (Tassin) et Le Méridien (Charbonnières-les-Bains). Cette société ne commence à offrir l'éclairage des particuliers et des rues que plus tard, après l'arrêt de l'exploitation du trolley. L'échec du trolley à perches est dû au fiasco économique de l'entrepreneur Charles Nithard et non pas, comme celui-ci a pu le laisser croire, à l'électrocution d'un élagueur coupant accidentellement en 1911 un câble d'alimentation électrique, 4 ans après la fermeture de la ligne de trolley.
Le trolley, concurrencé par les bus et les tramways, ne sera développé de nouveau qu'en 1923.

### Vetra Francheville
Ces 20 véhicules du type CS60 ont été livrés par la société Vetra en 1935 pour l'exploitation des lignes 29 et 30 du réseau.
no 1 à 20

### Vetra Berliet VBB/TEB1 (dits B41)
Ces 33 véhicules ont été livrés en 1941 et 1942 pour la conversion en trolleybus des lignes de tramway 5, 13, 19, 20, 21, 22.
no 21 - 53

### Vetra Renault type C
Ces 18 véhicules ont été livrés à partir de 1945 pour la conversion en trolleybus de la ligne de tramway 6.
no 401 - 418

### Vetra Berliet VBBh/TEB2  (dits B47)
Ces 50 véhicules livrés en 1947 et 1948 ont été répartis sur les diverses lignes du réseau.
no 101 - 150

### Vetra Berliet VBBh/TEB3  (dits B48)
Ces 30 véhicules à 3 portes, adaptés à un service urbain, ont été livrés en 1948 et 1949. Ils ont été affectés à la ligne 13 pour la plupart et quelques-uns sur la ligne 10 (de 1950 à 1960).
no 201 - 230

### Jacquemond 10AGT
Ces 20 véhicules livrés par la société Jacquemond en 1949 ont été affectés aux lignes 26 et 13 (1949 à 1960), puis 10 et 8 (1960 à 1965)
no 501 - 520

### Vetra Renault type C - Fribourg
Ces trois trolleybus livrés en 1949 ont été affectés à la ligne 6.
no 81 - 83

### VA 3
Ces 54 véhicules à trois essieux livrés par la société Vetra de 1951 à 1953 ont été affectés aux lignes 1, 2, 11, et 28.
no 601 - 654

### VA 3 B 2

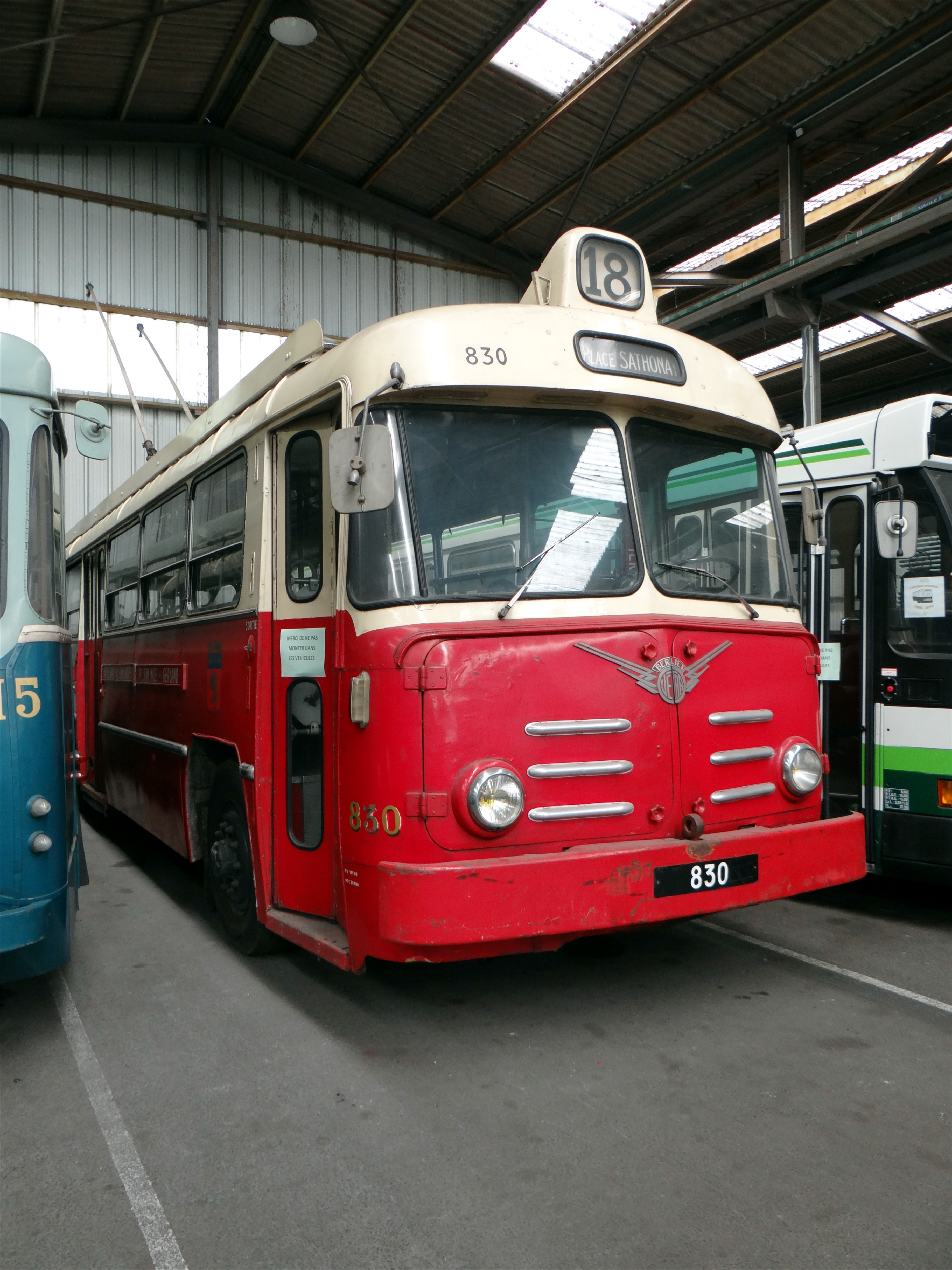
Trolleybus VA3B2 no 830 préservé par l'AMTUIR.

Ces 142 trolleybus ont été livrés par la société Vetra entre 1954 et 1961. Constitués de la caisse et du châssis de l'autobus Berliet PBR, ils ont une longueur de 11,990 mètres et une capacité de 125 places. Les derniers seront réformés en 1981.
Pendant cette carrière globale de 27 ans on a pu les voir sur les lignes: 1, 2, 3, 4, 5, 7, 10, 11, 13, 18, 26, 28 et 13/18.
Une voiture (no 728) est conservée par le musée H. Malartre, une autre voiture (no 830) a été préservée par l'association Rétro Bus Lyonnais qui l'a offert à l'AMTUIR en 1995.
no 701, prototype de 1953, appelé aussi VA3B ou VA3B1 (numéroté d'abord 3552)
no 702 à 842 (lors de la renumérotation du prototype, le 701 prendra le no 749)

### VBH 85

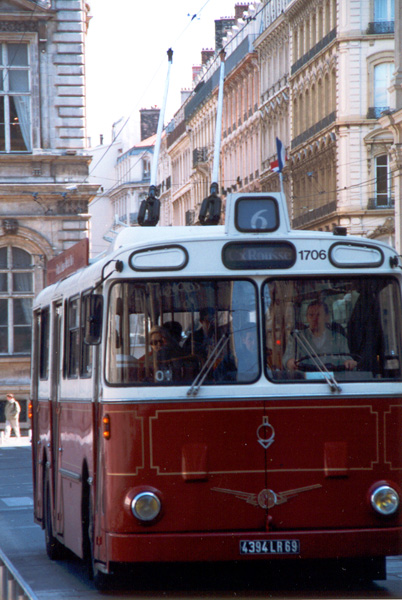
Trolleybus VBH 85 à la fin de sa carrière (livrée rétro) place des Terreaux vers 1998.

Ces 21 trolleybus ont été réalisés et livrés par Vétra en 1963. Ils sont construits sur la base de l'autobus Berliet PH-85. Ces véhicules ont été affectés à la ligne 6, d'où le dernier a été retiré le 15 janvier 2000. Une voiture (numéro de parc 1707) a été offerte par le SYTRAL à l'AMTUIR en 1999. Une autre voiture (numéro de parc 1704) a été offerte par le SYTRAL au Musée de trolleybus de Sandtoft (Royaume-Uni) en 2006. Une troisième voiture (numéro de parc 1706) a été offerte par le SYTRAL à l'Amitram  en 2000.
no 451 - 471
en 1984/85, 7 véhicules sont entièrement rénovés et prennent les numéros 
no 1701 à 1707
les 14 autres sont réformés

### ER 100

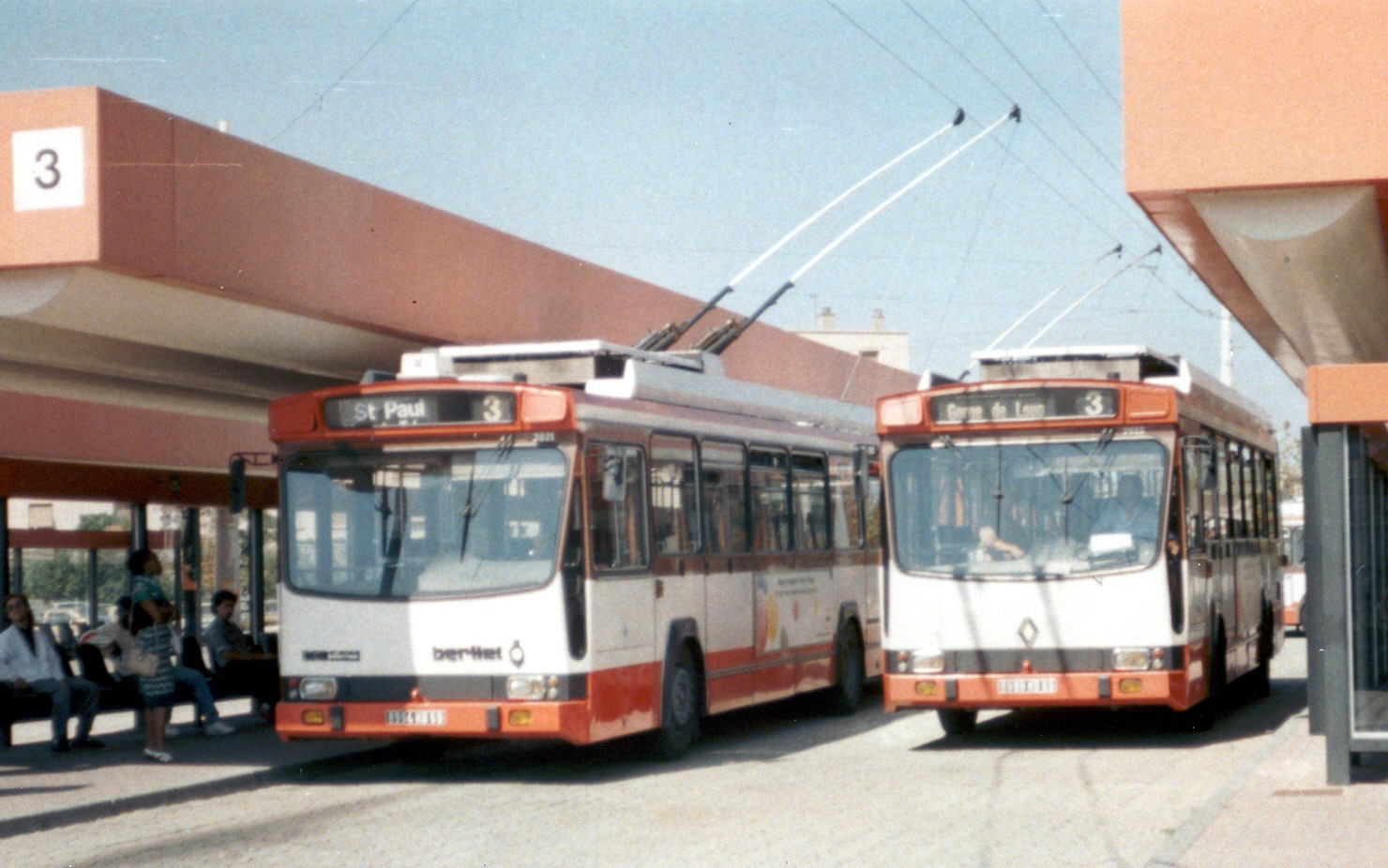
Deux trolleybus ER100 à rhéostat vers 1990, au terminus L. Bonnevay à Villeurbanne. Celui de gauche porte la marque Berliet, celui de droite le logo RVI

À partir de 1978, 110 véhicules neufs (ER 100 R) sont livrés par la société Berliet, qui devient en octobre de la même année RVI (Renault Véhicules industriels, fusion de Berliet et Saviem). Ils sont construits sur la base de l'autobus PR 100, avec une chaîne de traction conçue par la société franco-suisse Traction CEM Oerlikon. Nouveauté, un groupe électrogène diesel de faible puissance (37 kW) leur permet des évolutions à vitesse réduite en l'absence de ligne aérienne (travaux du métro). Cette première série est équipée d'un rhéostat de démarrage. En 1981, RVI livre 26 véhicules supplémentaires (ER 100 H) munis cette fois d'un système de hacheur de courant au lieu d'un rhéostat de démarrage. Ils sont plus confortables (plus de crans d'accélération) et plus notablement plus économes (consommation électrique en baisse de 30 %) que les ER 100 R, dont ils se distinguent visuellement par l'équipement de toiture.
Le dernier ER100 a été retiré du service en 2004. Un certain nombre de véhicules ont été revendus aux villes de Timișoara et Piatra Neamț en Roumanie. Une voiture (numéro de parc 2832) a été offerte par le SYTRAL à l'AMTUIR en 2004. Les ER100 du réseau de trolleybus de Piatra Neamț, au nombre de 30, ont tous été modernisés avec affichage à LED et annonces sonores des stations et correspondances.
Livrés en 1978
no 1901-1912
no 2901-2929
no 3901-3969
Livrés en 1981
no 1801-1826

### Trolleybus lyonnais préservés
- CS 60 "Francheville" no 1, garé dans les réserves du musée Henri Malartre
- VBB 114, association SGVA, garé dans les réserves du musée Henri Malartre
- VA 3 B 2, 728, garé dans les réserves du musée Henri Malartre
- VA 3 B 2, 830, AMTUIR
- VBH 85, 1704, The Trolleybus Museum at Sandtoft
- VBH 85, 1705, Fondation Berliet
- VBH 85, 1706, Amitram
- VBH 85, 1707, AMTUIR
- ER 100, 2832, AMTUIR

## Projets
La ligne C3 était divisée en deux parties, d'une part entre Gare Saint-Paul et Laurent Bonnevay et d'autre part entre Laurent Bonnevay et Vaulx-en-Velin - La Grappinière, car la ligne était en travaux. En effet, le SYTRAL a décidé de construire un site propre pour transformer le C3 en véritable BHNS.
Le 14 septembre 2018, le SYTRAL annonce la conversion de six nouvelles lignes thermiques en trolleybus avant 2025 avec des trolleybus IMC (In Motion Charging). Ces trolleybus n'ont pas besoin de lignes aériennes sur l'intégralité de leur parcours pour rouler car ils rechargent leurs batteries dans les rues équipées de lignes aériennes de contact.
Ainsi en 2022 les lignes C6, 19, 25 et 38, puis en 2024 les lignes C5 et C25, seront a priori équipées de trolleybus IMC.
Le réseau de trolleybus lyonnais comptera alors a priori 15 lignes.
Le SYTRAL s'est penché en faveur du Hess lighTram 19DC, dont le 1er exemplaire a été reçu en janvier 2021.